# U-711
| U-711                      | U-711                                                          | U-711                                                          |
| -------------------------- | -------------------------------------------------------------- | -------------------------------------------------------------- |
|                            |                                                                |                                                                |
|                            |                                                                |                                                                |
|                            |                                                                |                                                                |
| Під прапором               | Третій рейх                                                    | Третій рейх                                                    |
| Спуск на воду              | 25 червня 1942 року                                            | 25 червня 1942 року                                            |
| Виведений зі складу флоту  | 4 травня 1945 року                                             | 4 травня 1945 року                                             |
| Сучасний статус            | затоплений                                                     | затоплений                                                     |
| Проєкт                     |                                                                |                                                                |
| Тип ПЧ                     | Торпедний ДПЧ                                                  | Торпедний ДПЧ                                                  |
| Основні характеристики     |                                                                |                                                                |
| Швидкість (надводна)       | 17,7 вузлів                                                    | 17,7 вузлів                                                    |
| Швидкість (підводна)       | 7,6 вузлів                                                     | 7,6 вузлів                                                     |
| Робоча глибина занурення   | 100 м                                                          | 100 м                                                          |
| Гранична глибина занурення | 220 м                                                          | 220 м                                                          |
| Екіпаж                     | 44 осіб                                                        | 44 осіб                                                        |
| Розміри                    |                                                                |                                                                |
| Довжина найбільша (по КВЛ) | 67,1 м                                                         | 67,1 м                                                         |
| Ширина корпусу найб.       | 6,2 м                                                          | 6,2 м                                                          |
| Висота                     | 9,6 м                                                          | 9,6 м                                                          |
| Середня осадка (по КВЛ)    | 4,70 м                                                         | 4,70 м                                                         |
| Водотоннажність надводна   | 769 т                                                          | 769 т                                                          |
| Озброєння                  |                                                                |                                                                |
| Артилерія                  | одна палубна гармата калібру 88-мм, одна 20-мм зенітна гармата | одна палубна гармата калібру 88-мм, одна 20-мм зенітна гармата |
| Торпедно- мінне озброєння  | 4 носових і один кормовий ТА. 14 торпед або 26 мін             | 4 носових і один кормовий ТА. 14 торпед або 26 мін             |

U-711 — німецький підводний човен типу VIIC часів Другої світової війни.
Замовлення на будівництво човна було віддане 7 грудня 1940 року. Човен був закладений на верфі суднобудівної компанії «H C Stulcken Sohn» у місті Гамбург 31 липня 1941 року під заводським номером 777, спущений на воду 25 червня 1942 року, 26 вересня 1942 року увійшов до складу 5-ї флотилії. Також за час служби входив до складу 11-ї та 13-ї флотилій. Єдиним командиром човна був капітан-лейтенант Ганс-Гюнтер Ланге.
Човен зробив 12 бойових походів, в яких потопив 2 (в тому числі 1 військове) та пошкодив 1 судно (водотоннажність 20 брт) .
4 травня 1945 року затоплений в ході проведення операції «Джаджмент» біля західного берегу Норвегії (68°43′ пн. ш. 16°34′ сх. д. / 68.717° пн. ш. 16.567° сх. д.) бомбами бомбардувальника «Евенджер» з ескортного авіаносця ВМС Великої Британії «Трампітер». 40 членів екіпажу загинули, 12 врятовані.

## Потоплені та пошкоджені кораблі[3]
| Назва     | Тип             | Належність      | Дата            | Тоннаж (БРТ) | Вантаж | Статус     | Місце                                                       |
| Solvoll   | риболовне судно | Норвегія        | 13 квітня 1944  | 10           |        | потоплено  | 68°51′ пн. ш. 03°38′ сх. д. / 68.850° пн. ш. 3.633° сх. д.  |
| «Блюбелл» | корвет          | Велика Британія | 17 лютого 1945  | 925          |        | потоплено  | 69°36′ пн. ш. 35°29′ сх. д. / 69.600° пн. ш. 35.483° сх. д. |
| VPS-5     | судно           | СРСР            | 22 березня 1945 | 20           |        | пошкоджено | 69°15′ пн. ш. 34°50′ сх. д. / 69.250° пн. ш. 34.833° сх. д. |